# Giovan Battista Odierna (giurista)
Giovanni Battista Odierna, citato anche come Giovan Battista Odierna o Hodierna (Napoli, 1602 – Napoli, 6 o 27 novembre 1678), è stato un giurista italiano.

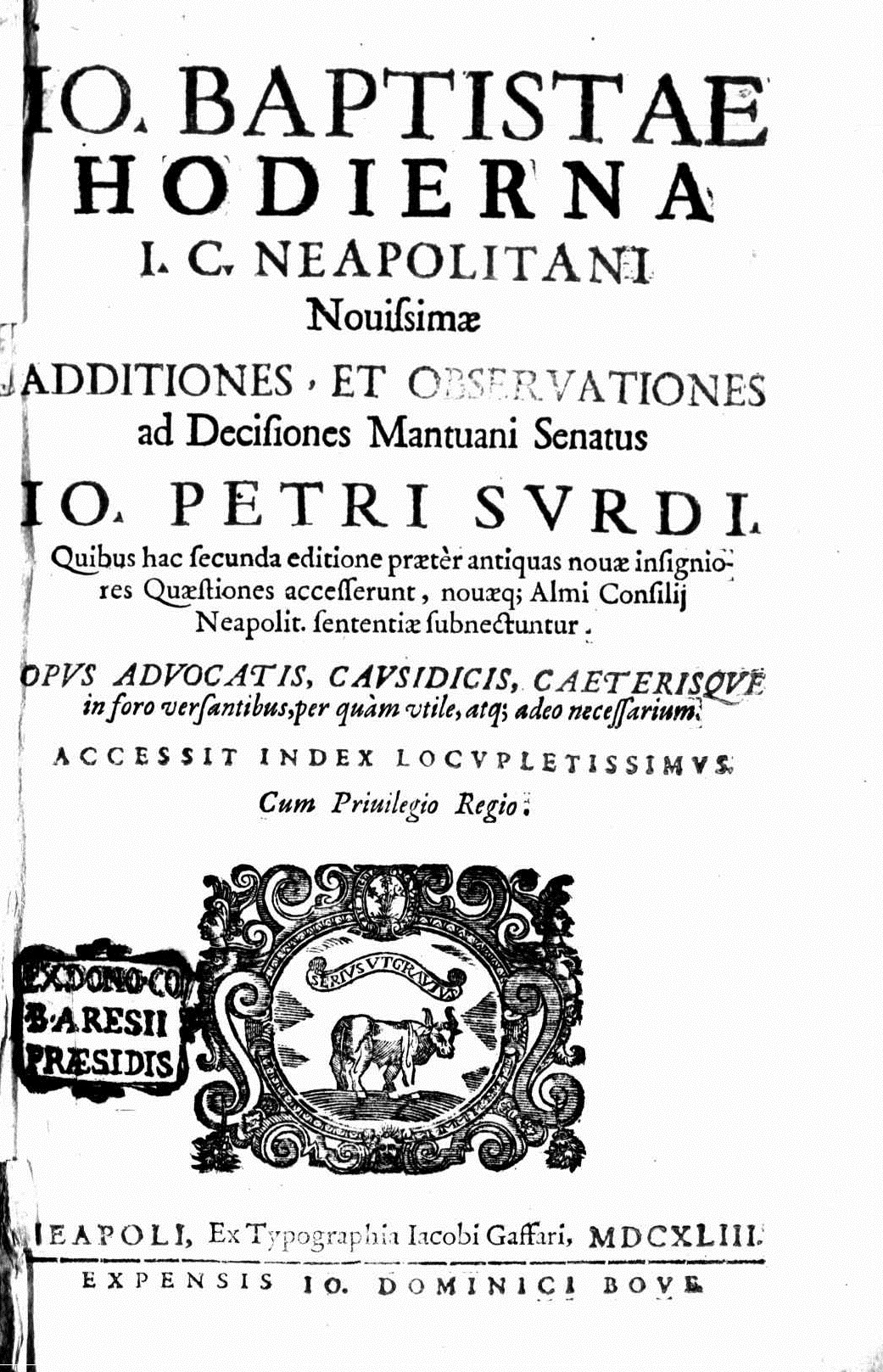
Novissimae additiones et observationes ad Decisiones Mantuani Senatus Joannis Petri Surdi, 1643

Di origine sarnese, figlio del giurista Fabrizio, fu avvocato e poi giudice presso la Gran Corte della Vicaria, e infine membro del Sacro Regio Consiglio. Fu anche cooptato tra i reggenti di cancelleria (i membri) del Consiglio Collaterale, ma morì prima di poter esercitare la carica. Fu anche Priore nel Collegio dei Dottori.

Morto nel 1678, è sepolto nella Chiesa di San Giovanni a Carbonara, a Napoli.
Scrisse varie opere di diritto che ebbero gran fortuna nel Seicento e nel Settecento.

Suo figlio primogenito Antonio (ca. 1640 - 1717) fu nominato marchese nel 1716 da Carlo VI d'Asburgo; un altro suo figlio, Francesco Onofrio, fu vescovo prima di Bitetto, poi di Valva e Sulmona; il nipote Matteo, figlio di Antonio, succedette allo zio Francesco Onofrio in quest'ultima sede.

## Opere
- Elaboratae Additiones et Annotationes ad Decisiones Mantuani Senatus Iohannis Petri Surdi, 1ª ed., Napoli, Lazzaro Scorriggio, 1632.
  -  Novissimae additiones et observationes ad Decisiones Mantuani Senatus Joannis Petri Surdi, 2ª ed., Napoli, Giacomo Gaffaro, 1643.
  -  Novissimae Additiones et Observationes ad Decisiones Mantuani Senatus Iohannis Petri Surdi, 4ª ed., Ginevra, Johann Hermann Widerhold, 1669  [1632].
  -  Novissimae Additiones et Observationes ad Decisiones Mantuani Senatus Iohannis Petri Surdi, 5ª ed., Ginevra, Johann Hermann Widerhold, 1677  [1632].
- Practicae Quaestiones ad famigeratum textum L. Hac edictali C. de secund. nupt. Semicenturia, 1ª ed., Napoli, Lazzaro Scorriggio, 1636.
  -  Practicae Quaestiones ad famigeratum textum L. Hac edictali C. de secund. nupt. Semicenturia, Amsterdam, Jan Hendriksz Boom, 1659  [1636].
  -  Practicae Quaestiones ad famigeratum textum L. Hac edictali C. de secund. nupt. Semicenturia, Amsterdam, Jan Hendriksz Boom, 1660  [1636].
- Controversiarum forensium liber unicum, 1ª ed., Napoli, Domenico Maccarano, 1653.
  -  Controversiarum forensium liber unicum, Torino, Francesco Boschi, 1667  [1653].
- Controversiarum forensium et Practicarum Quaestionum super l. Hac Edictali C. de secundiis nuptiis tomi duo, Ginevra, Johann Hermann Widerhold, 1669. (raccoglie insieme le Controversiae e le Practicae Quaestiones)
  -  Controversiarum forensium et Practicarum Quaestionum super l. Hac Edictali C. de secundiis nuptiis tomi duo, Ginevra, Johann Hermann Widerhold, 1677.